# Sejšelski kreolski jezik

Sejšelski kreolski (ISO 639-3: crs; seselwa kreolski, Creole, Ilois, Seychellois Creole, također i Kreol) je lingua franca Sejšela. On dijeli status službenog jezika s engleskim i francuskim jezikom na ovim otocima. Jezik je nastao iz francuskog jezika. Govori ga 72 700 ljudi (1998).
Od stjecanja nezavisnosti 1976. godine, vlada Sejšela je nastojala razviti kreolski kao zaseban jezik. U tu svrhu, osnovan je Institut za kreolski jezik Lenstiti Kreol (l'Institut créole).
Pravila pisanja u kreolskom su znatno jednostavnija u odnosu na francuski jezik, kao što se može vidjeti iz primjera:
- hrvatski: Moramo raditi zajedno da bi izgradili budućnost.
- kreolski: Nou tou bezwen travay ansamn pou kree nou lavenir.
- francuski: Nous tous avons besoin de travailler ensemble à créer notre avenir.

U kreolskom, član (u francuskom le, la i les) je spojen s riječju, na primjer lavenir (francusko avenir). Prisvajanje se izražava zamjenicom, tako da je „naša budućnost“ nou lavenir, doslovce „mi budućnost“.

## Primjer teksta

### Oče naš
| Ou, nou papa ki dan lesyel, Fer ou ganny rekonnet konman Bondye. Ki ou renny i arive. Ki ou lavolonte i ganny realize Lo later parey i ete dan lesyel Donn nou sak zour nou dipen ki nou bezwen. Pardonn nou pour bann lofans Ki noun fer anver ou, parey nou pardonn s ki n ofans nou. Pa les tantasyon domin nou, Me tir nou dan lemal. | Oče naš, koji jesi na nebesima, sveti se ime Tvoje, dođi kraljevstvo Tvoje, budi volja Tvoja, kako na nebu, tako i na zemlji. Kruh naš svagdanji daj nam danas, i otpusti nam duge naše, kako i mi otpuštamo dužnicima našim, i ne uvedi nas u napast, nego izbavi nas od Zla! |

## Vanjske poveznice
- Ethnologue (14th)
- Ethnologue (15th)